# متیتپین
متیتپین (انگلیسی: Metitepine) که با نام متیوتپین هم شناخته می‌شود، یک داروی سایکو اکتیو سه‌حلقه‌ای است که هرگز به بازار عرضه نشد. این دارو، یک آنتاگونیست گیرنده سروتونین، گیرنده آدرنرژیک و گیرندهٔ دوپامین است و خواص ضدروان‌پریشی دارد.